# آبي لي
آبي لي (بالإنجليزية: Abby Leigh)‏ هي رسامة ورسامة توضيحية وممثلة أمريكية، ولدت في 26 يونيو 1948.